# 朱惠清
朱惠清（1902年3月6日—1997年），又名光煜、淵明，筆名餘子。湖北省荊門縣劉猴鎮南街長樂村人（現屬宜城縣）。民國37年（1948年）在商業團體東區（江蘇、浙江、安徽、山東四省；南京、上海、青島三市）當選第一屆立法委員

## 生平[1][2][3][4]
朱惠清出身於鄉紳家庭。幼讀私塾，勤奮好學。1923年入荊門高等小學讀書。小學畢業即轉入省城武漢中學讀書，並加入中國國民黨。中學期間，曾編輯《中學生》雜志，為當時組織湖北最早反共團體「三民社」的主要成員之一。1926年，中學畢業後，考人北京朝陽大學，逢國民革命軍北伐戰爭開始，參加國民革命軍第四軍，於該軍政治部任宣傳幹事，不久又轉任湖北省黨部秘書。之後，朱惠清出走天津。在天津，曾在國民黨市黨部組織部任職，並同季雲飛等主辦《飛報》，不久停刊。後又被委為南京特別市黨部組織秘書，旋轉浙江省黨部任職，負責整頓和組織全省商民機構。1931年當選為浙江省商界代表，出席國民會議。1936年奉命赴日考察商業，其間，朱惠清曾於日本大學講學。回國後，任浙江省駐渝辦事處主任。杭州淪陷後，浙江省府遷至浙東永康縣，他奉命主持永康縣政。後又歷任經濟物質局處長等職。抗戰勝利後，他轉至上海工商界興辦實業，任『大中國茶葉公司」總經理。
- 日本大學畢業
- 浙江省商聯會常委
- 杭州市商會常委
- 杭州市銀行公會秘書
- 國家總動員會議檢察組主任
- 杭州郵匯分局經理
- 國民參政員
- 國民會議代表
- 制憲國民大會代表
- 中國茶業協會常務監事
- 上海市輸出業同業公會監事
- 大中國茶葉股份有限公司總經理
- 當選立法委員，曾出席第一屆立法院第一會期商事法委員會(召集委員)、經濟及資源委員會、財政及金融委員會；1950年被註銷名籍[6]
- 1949年9月3日，朱惠清在香港通電擁護中國共產黨。不久，他即遠赴南洋，先後於砂拉越古晉及詩巫中學任校長[來源請求]，歷時8年。退休後，回到香港住九龍美孚新村，後病逝，享年九十歲。生前著有《掌故漫談》等書。

## 著述
- 「考察溫處所得之印象」，《浙江省建設月刊》，1935年，第9卷第2期
- 「非常時期中國經濟準備論」，《浙江工商》，1936年，第1卷第3期
- 「皖贛統制紅茶運銷與浙江茶葉之出路」，《浙江商務》，1936年，第1卷第6期
- 「商人對於新幣制應有之認識」，《浙江商務》，1936年，第1卷第1期
- 「浙江金融業之史的分析」，《浙江商務》，1936年，第1卷第3期
- 「浙贛經濟合作方案」，《浙江商務》，1936年，第1卷第5期
- 「民國二十四年浙江商業之回顧」，《浙江商務》，1936年，第1卷第2期
- 「浙江省商業登記與統制經濟的實施」，《浙江工商》，1936年，第1卷第1-2期
- 「浙江之茶」，《浙江省建設》，1936年，第9卷第11期
- 「一年來浙江省商務管理局工作概要」，《浙江省建設》，1936年，第9卷第7期
- 「浙江省商業登記與編制經濟的實施」，《浙江建設月刊》，1936年，第10卷第1期
- 「一年來浙江省商務管理局工作概要--救濟本省...」，《浙江省建設月刊》，1936年，第9卷第7期
- 「十年來之浙江工商業」，《浙江省建設月刊》，1937年，第10卷第11期